# استان اوتوزکو
استان اوتوزکو (به اسپانیایی: Provincia de Otuzco) یک منطقهٔ مسکونی در پرو است که در منطقه لا لیبرتاد واقع شده‌است.
 استان اوتوزکو ۲٬۱۱۰٫۷۷ کیلومتر مربع مساحت و ۸۹٬۰۵۶ نفر جمعیت دارد.